# 日置城
日置城（ひおきじょう）は、尾張国愛知郡日置村（現愛知県名古屋市中区松原）にあった日本の城。

## 概要
築城年・築城者のいずれも不明。城主も織田寛定と織田忠寛の2説がある。
弘法大師御手植えとされ、樹齢1000年以上とも言われる樹高20メートル、幹周り7メートルの大楠がある。織田信長が出陣に際してこの大樹に戦勝祈願をしたとも伝わるが、この部分については近在の日置神社の話と混ざっている可能性もある。
なお、城跡とされる範囲は堀川東岸の熱田台地の縁に位置しており、日置城跡（県遺跡番号007013）、および旅籠町遺跡（はたごちょういせき、県遺跡番号007014）という埋蔵文化財包蔵地となっている。旅籠町の地名は江戸時代に朝鮮通信使が名古屋を通った際、下官の宿泊所がこの付近に置かれたことに由来するという。

## 雲龍神社

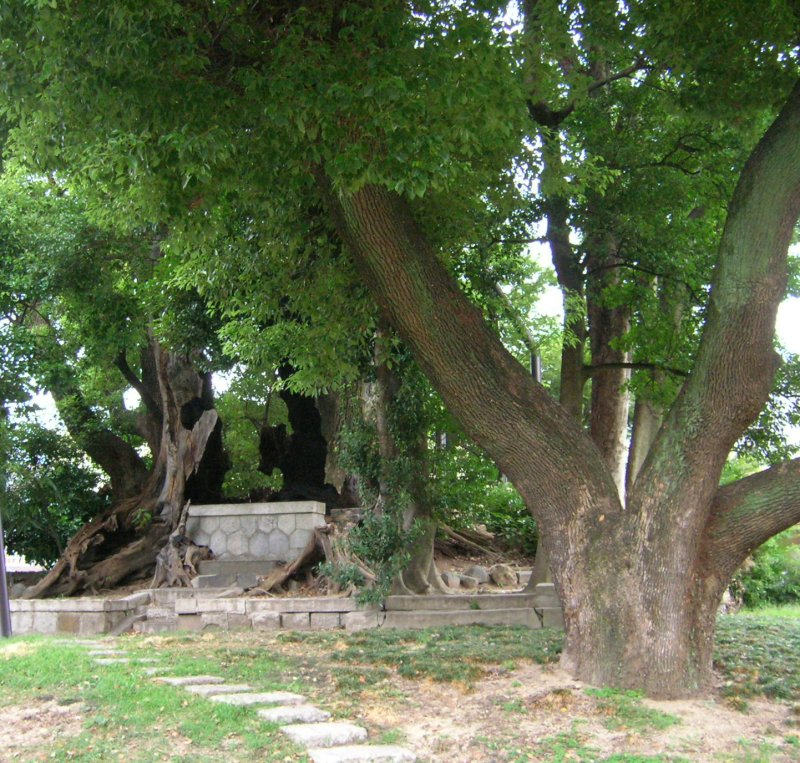
雲龍神社跡の大楠

この大楠を御神体として雲龍神社が置かれ、地元では「くすのきさん」と呼ばれて信仰されてきた。
1945年（昭和20年）3月の名古屋大空襲で焼かれて幹の大部分を失い一度は枯れかけたが、その後新しい芽が出て生き延びた事もあって、戦後の復興区画整理事業でも売却される事無く市の保留地となっていた。2002年（平成14年）秋、名古屋市が樹を伐採して土地を売却することを地元に通達したが、市民からの反対の声が挙がった事から、神社は廃されたものの「松原緑地」として大楠は残された。

## 旅籠町遺跡
旅籠町遺跡ではこれまでに石鏃や須恵器片、中世の陶器片などが見つかっており、縄文・弥生時代から中世に至る集落跡と考えられるという。旅籠町遺跡の周辺には縄文時代晩期の岩井通貝塚、弥生から古墳時代の集落遺跡といわれる松原遺跡などがあり、クスノキの根元に位置する盛り上がった地形から、この場所は大須二子山古墳を首長墳とする「大須古墳群」の一つと推測されて、雲龍神社古墳とも呼ばれていた。
神社の緑地化計画に伴って大楠の枝を支える支柱の設置が行なわれることになり、盛土の一部とその周辺を対象として2004年（平成16年）2月から約1ヶ月間の発掘調査が行なわれた。縄文晩期～弥生初頭の条痕文系土器片や弥生時代後期の高坏・壺の破片などが見つかったものの、中世の山茶碗や鉢などが主体で、近世の瀬戸・美濃焼の陶片なども出土するなどしたことから、現在では古墳ではなく近世から古くとも中世以降に築かれたものと考えられている。